# Église Saint-Sébastien (Eger)
Pour les articles homonymes, voir Église Saint-Sébastien.
L'église Saint-Sébastien (en hongrois : Szent Sebestyén vértanú temploma), autrefois église des Hospitaliers (irgalmasok temploma) est une église située à Eger. Elle se trouve au pied du minaret ottoman de la ville.